# بیانیه جهانی تنوع فرهنگی یونسکو

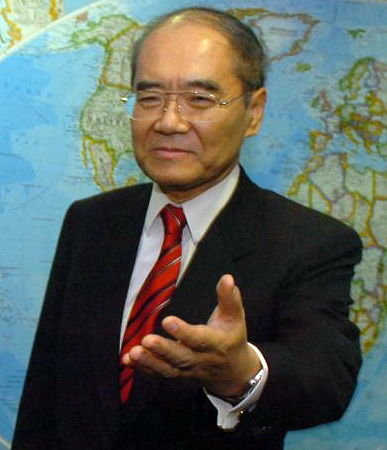
کویچیرو ماتسورا، مدیر کل یونسکو در زمان تصویب اعلامیه

بیانیه جهانی تنوع فرهنگی بیانیه ای است که توسط کنفرانس عمومی سازمان آموزش علمی وفرهنگی سازمان ملل متحد (یونسکو) در سی و یکمین اجلاس ان در ۲ نوامبر ۲۰۰۱ صادر شد.
بیانیه از ۱۲ ماده تشکیل شده‌است: ماده۱ با عنوان «تنوع فرهنگی، میراث مشترک انسانیت» می‌گوید. «به عنوان یک متبع تبادل، نوآوری و سازندگی، تنوع فرهنگی برای نوع انسان به همان اندازه ضروری است که تنوع زیستی برای طبیعت ضروری است. در این معنا تنوع فرهنگی یک میراث مشترک انسانیت است و می‌بایست برای منفعت نسلهای حال و آینده به رسمیت شناخته شود».
ماده ۴ توضیح می‌دهد که تنوع فرهنگی نباید از حقوق بشر که با حقوق بین‌الملل ضمانت شده تخلف کند. ماده ۵ بر طبق لایحه بین‌المللی حقوق بشر، حقوق زبانی را به عنوان حقوق فرهنگی تأیید می‌کند. ماده ۶ بر آزادی بیان، پلورالیسم رسانه‌ای و چندزبانگی تأکید می‌کند، و ماده ۱۲ نقش یونسکو را تعریف می‌کند.